# Paolisi
Paolisi ist eine Gemeinde in Italien in der Region Kampanien in der Provinz Benevento mit 1955 Einwohnern (Stand 31. Dezember 2023). Sie ist Bestandteil der Bergkommune Comunità Montana del Taburno.

## Geographie
Die Gemeinde liegt etwa 25 km westlich der Provinzhauptstadt Benevento am Rande des Valle Caudina. Die Nachbargemeinden sind Airola, Arpaia, Roccarainola (NA), und Rotondi (AV).

## Wirtschaft
Die Gemeinde lebt hauptsächlich von Landwirtschaft (Kastanien sowie sonstige Früchte).